# Pteroeides lusitanicum
Pteroeides lusitanicum är en korallart som beskrevs av Hjalmar Broch 1910. Pteroeides lusitanicum ingår i släktet Pteroeides och familjen Pennatulidae. Inga underarter finns listade i Catalogue of Life.